# Le Clown de l'horreur
Pour plus de détails, voir Fiche technique et Distribution.
Le Clown de l'horreur (titre original : The Clown at Midnight) est un film d'horreur américain réalisé par Jean Pellerin en 1998.

## Synopsis
Dans un théâtre, une diva est assassinée. 15 ans plus tard, le théâtre, abandonné, est racheté par une classe d'art dramatique et l'ancien propriétaire leur raconte comment s'est déroulé le crime. Pour Kate (Sarah Lassez), la fille de la diva, ces révélations déclenchent d'horribles cauchemars. Un clown veut la tuer, les meurtres reprennent et l'horreur commence...

## Fiche Technique
- Genre : Horreur

- Interdit aux moins de 12 ans

## Distribution
- Christopher Plummer : Mr. Caruthers
- Margot Kidder : Mrs. Ellen Gibby
- Sarah Lassez : Kate Williams
- James Duval : George Reese
- Tatyana Ali : Monica
- Ryan Bittle : Taylor Marshall
- Melissa Galianos : Cheryl "Walnut" Webber
- J.P. Grimard : Marty Timmerman
- Liz Crawford : Ashley
- Vicki Marentette : Lorraine Sedgewick
- Jonathan Barrett : Lorenzo Orsini
- John Bluethner : Arnold Williams
- Pauline Broderick : Julia Williams